# Doença do enxerto contra hospedeiro
A doença do enxerto contra hospedeiro, também conhecida como DECH ou GVHD (do inglês graft-versus-host disease), é uma complicação comum do transplante de medula óssea alogênico no qual células imunes funcionais da medula óssea transplantada, através de um fisiopatologia complexa que envolve o reconhecimento de antígenos e ação de linfócitos T, atacam células e tecidos do organismo receptor.
Pode ser classificada em aguda ou crônica.
A aguda caracteriza-se pela morte celular epitelial na pele, no tracto intestinal e no fígado. Pode tornar-se fatal.
A crónica tem como característica a fibrose e atrofia de um ou mais órgãos alvo e também pode vir a tornar-se fatal.
Ambas as GVHD são normalmente tratadas com terapia de imunossupressão.